# Тохтаев, Азамат Рамзетдинович
Азамат Рамзетдинович Тохтаев (узб. Azamat Ramziddinovich Toʻxtayev; род. 25 апреля 1946, Ташкент, Узбекская ССР, СССР) — советский и узбекский архитектор. Заслуженный архитектор Узбекистана (1991), академик Академии художеств Узбекистана (1997).
Председатель Союза архитекторов Узбекистана, паст-президент Международной ассоциации Союзов архитекторов. Лауреат Государственной премии Узбекистана (2001)

## Биография
Родился 25 апреля 1946 года в Ташкенте. В 1964 году начал работать в организации «Оргтехстрой» под началом известного узбекистанского архитектора Е. А. Жмуйды. Одновременно учился на вечернем отделении архитектурного факультета Ташкентского политехнического института. После окончания института в 1970 году, работал в Республиканском головном проектном институте «УзГоспроект». В 1974 году стал главным архитектором проектов института. С 1977 по 1982 годы занимал пост главного архитектора проекта и руководителя мастерской в Республиканском институте реставрации объектов культурного наследия Узбекской ССР. С 1983 по 1993 годы работал на должностях главного архитектора, затем директора Республиканской экспериментальной научно-реставрационной мастерской при Министерстве культуры Узбекской ССР.
С 1993 по 1998 годы работал генеральным директором компании «Узинтеркурилиш» при МИД Узбекистана, с 1998 по 2000 годы — председателем правления Ассоциации архитекторов Узбекистана, с 2000 по 2008 годы — председателем Государственного комитета по архитектуре и строительству Узбекистана (Госархитектстрой), с 2008 по 2017 годы — заместителем председателя Госархитектстроя. В 2017 году назначен на должность заместителя Управления строительства и технической политики финансово-хозяйственного департамента Администрации президента Узбекистана.
Автор строительных проектов в Узбекистане и других странах: дома отдыха на Иссык-Куле (1968), музыкально-драматического театра в Карши (1976), интерьера посольства Республики Узбекистан в Москве (1978), здания Ассоциации банков Узбекистана (1998—2000). В 1991 году Азамату Тохтаеву было присвоено почётное звание заслуженного архитектора Узбекистана, в 1997 году он был избран действительным членом Академии художеств Узбекистана.

## Награды
- Орден «Дустлик» (2006)[2]
- Орден «Мехнат шухрати» (1999)
- Заслуженный архитектор Узбекистана (1991)[1]
- Лауреат Государственной премии Узбекистана (2001)[2]